# Eich (Luxembourg)
Pour les articles homonymes, voir Eich.
Ne doit pas être confondu avec Eisch.
Eich (en luxembourgeois : Eech ) est l'un des 24 quartiers de Luxembourg-ville
En 2025, il comptait 2 976 habitants, dont 70% de non-luxembourgeois.

## Situation géographique
Il est situé dans le Nord de la ville. 
Le quartier Eich a une surface de 63,18 ha et est situé dans la partie nord de la capitale. Il est limitrophe 
au nord, de Beggen, à l’est, de Dommeldange et Weimerskirch, au sud, de Pfaffenthal et Limpertsberg, et
à l’ouest, de Mühlenbach.

## Historique
La commune d’Eich, indépendante de 1781 à 1920, était constituée de six sections: Beggen, Dommeldange, Weimerskirch, Neudorf, Eich et jusqu’en 1849. Eich était une commune du canton de Luxembourg jusqu’au 1er juillet 1920, elle intégrait la localité de Dommeldange, lorsqu’elle fut intégrée à la ville de Luxembourg. Jusqu’au 8 mai 1849, la commune d’Eich comprenait aussi Rollingergrund qui à cette date fut érigé en commune qui fut intégrée à la ville de Luxembourg le 27 mars 1920.
Eich est un quartier marqué par son histoire industrielle. En 1845, Auguste Metz fait construire le premier haut-fourneau. On y fabriquait de la fonte brute et des produits en fonte. La fonderie fut fermée en 1966 et l’atelier de construction mis à l’arrêt en 1975. En 1873, un hospice, un orphelinat ainsi qu’une école furent fondés, les prédécesseurs de la fondation Norbert Metz et la clinique d’Eich actuelles. L’institut Emile Metz, crée en 1915 comme site de formation pour l’industrie sidérurgique, est aujourd’hui un lycée technique privé.